# 1899 en combiné nordique
| Années du combiné nordique : 1896 - 1897 - 1898 - 1899 - 1900 - 1901 - 1902    |
| Décennies du combiné nordique : 1860 - 1870 - 1880 - 1890 - 1900 - 1910 - 1920 |

Cette page reprend les résultats de combiné nordique de l'année 1899.

## Festival de ski d'Holmenkollen
1899 est l'année de la sixième édition du festival de ski d'Holmenkollen, compétition organisée annuellement depuis 1892.
La course fut remportée par le norvégien Paul Braaten devant ses compatriotes Viktor Thorn, vainqueur en 1895, et Robert Pehrson.